# Sándor Tamás (katonatiszt)
Sándor Tamás (Budapest, 1968. június 4.) vezérőrnagy, katonadiplomata, Magyarország NATO és EU katonai képviselője Brüsszelben.

## Pályafutása
1986-ban kezdte katonai pályafutását, tiszti hallgatóként, a Kossuth Lajos Katonai Főiskola felderítő szakán, amit 1989-ben fejezett be. Végigjárta a katonai ranglétrát különleges műveleti ejtőernyős tisztként.
Ő volt a parancsnoka a ciprusi ENSZ békenntartó misszió (UNFICYP) első magyar egységének. Három turnusban szoglált Afganisztánban, utoljára 2013. január 15-től a Magyar Honvédség Különleges Műveleti Kontingensének parancsnokaként, ő töltötte be az afganisztáni különleges egységeket irányító Task Force 10 parancsnokság műveletekért és felderítésért felelős törzsfőnök-helyettesi beosztását. Speciális misszión vett részt Irakban is.
2016. január 1-jén kinevezték a MH 2. vitéz Bertalan Árpád Különleges Rendeltetésű Ezred parancsnokává.
2019. szeptember 10-én kinevezték a Magyar Honvédség Parancsnokságán működő különleges műveleti haderőnemi szemlélőség parancsnokává.
2022. őszétől vezette a MH Összhaderőnemi Különleges Műveleti Parancsnokságot.
2023 nyarán lett Magyarország katonai képviselője a NATO and EU katonai bizottságai mellett Brüsszelben.
PhD fokozatot szerzett a Zrínyi Miklós Nemzetvédelmi Egyetemen, az egyesült államokbeli National Defence Universityn. Több felsőfokú parancsnoki tanfolyamon vett részt ugyancsak az Egyesült Államokban, közte elvégezte a Special Forces Qualification Course tanfolyamot Fort Bragg támaszponton.

## Családja
Ikertestvére Sándor Zsolt altábornagy.

## Kitüntetéseiből
- A Magyar Érdemrend lovagkeresztje katonai tagozat (2016)
- Babérkoszorúval Ékesített Szolgálati Érdemjel
- Szolgálati Érdemjel arany fokozat
- Árvízvédelemért Szolgálati Jel
- Migrációs Válsághelyzet Kezeléséért Szolgálati Jel
- Tiszti Szolgálati Jel I. fokozat (30 év szolgálati idő után)
- NATO/EU/EBESZ/ENSZ-Szolgálati Érdemérem
- Békefenntartásért Szolgálati Jel (Afganisztán)
- Békefenntartásért Szolgálati Jel (Irak)
- Meritorious Service Medal(wd) tiszti fokozata kétszer
- NATO Szolgálati Jel (Afganisztán) kétszer
- Special Forces Tab/Felvarró – Az Egyesült Államok Hadseregének Különleges Erők Felvarrója
- Egyesült Államok Hadseregének Ejtőernyős jelvénye